# 소똥구리아과
소똥구리아과(Scarabaeinae, 영어: dung beetle)는 딱정벌레목 풍뎅이과의 하위 분류 중 하나이다. 사막, 초원, 숲 등 서식 환경이 다양하다. 남극을 뺀 모든 대륙에 분포해 있다.
쇠똥구리과 곤충(영어: dung beetle)의 먹이의 대부분은 낙타나 소 등 초식 동물의 똥이지만, 일부 종은 버섯이나 잎사귀 등을 먹기도 한다. 하지만 똥에서 모든 영양분을 취하기 때문에 다른 것을 – 심지어는 물도 – 먹을 필요가 없다. 똥을 굴려 구덩이에 넣은 다음 그 안에 알을 낳는데, 알에서 태어난 애벌레도 똥을 파먹는다. 번데기 과정을 거쳐서 성충으로 자란다.
프랑스의 곤충학자 파브르는 《곤충기》에서 왕쇠똥구리(Scarabaeus sacer)의 생태를 자세히 언급했다.
쇠똥구리는 자신이 만든 쇠똥경단을 옮기는데 태양이나 달을 보고 방향을 찾는다. 스웨덴의 마리 데크 박사팀은 아프리카산 쇠똥구리(Scarabaeus satyrus)가 달이 없는 밤에는 은하수를 기준으로 길을 찾는다는 사실을 알아냈다.

## 고대 이집트

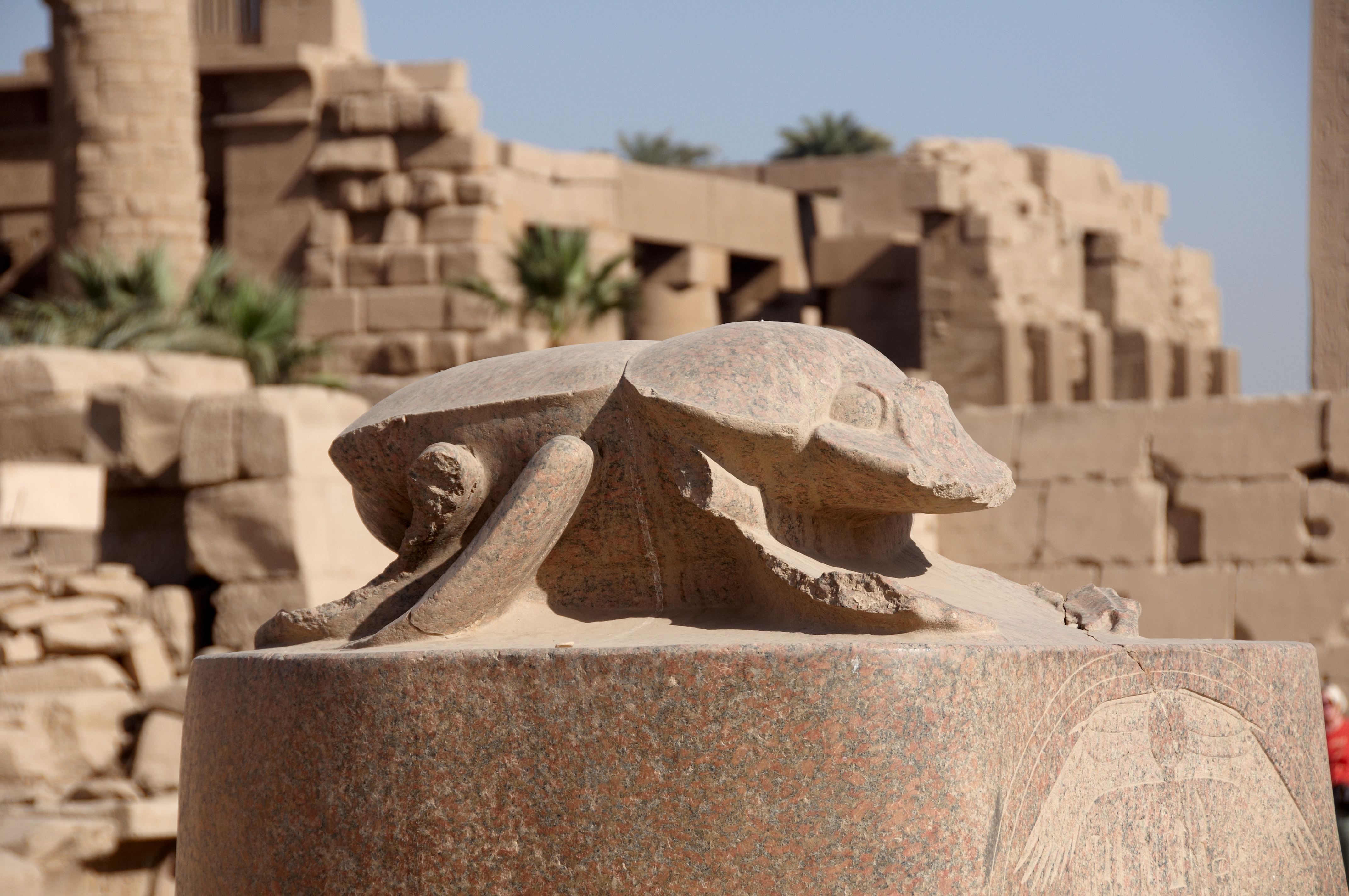
이집트 카르나크 신전의 쇠똥구리 조각상.

쇠똥구리는 고대 이집트 신화에 등장한다. 고대 이집트인들은 쇠똥구리가 똥을 굴리고 가는 모습을 보고 태양신 라가 태양을 움직이는 모습을 떠올렸다. 라의 분신인 케프리는 쇠똥구리의 모습을 하고 있다. 그리고 똥이나 죽은 동물에 알을 낳는 모습은 부활을 상징했다. 고대 이집트인들은 무덤에 돌로 만든 쇠똥구리로 장식한 장신구를 넣어 부활을 기원했다.

## 한국의 쇠똥구리
국립국어원에 따르면 '쇠똥구리'와 '소똥구리'라는 표기를 모두 사용할 수 있지만, 학술 명칭으로는 '소똥구리'만 사용되고 있다.
대한민국에는 뿔소똥구리, 왕소똥구리, 작은눈왕소똥구리, 소똥구리, 애기뿔소똥구리, 긴다리소똥구리, 창뿔소똥구리 등이 서식하는데, 소똥구리, 애기뿔소똥구리가 멸종위기종으로 보호받고 있다. 소똥구리와 애기뿔소똥구리는 멸종위기 2급 곤충이다. 한국에는 왕소똥구리속에 왕소똥구리 1종만이 알려져 있었으나, 농촌진흥청은 곤충자원 DNA 염기서열 바코드를 분석해 기존에 국내에 알려지지 않았던 작은눈왕쇠똥구리를 발견했다. 사료에 함유된 항생제, 농약 등으로 인해 개체수가 감소하고 있는 실정이다.

## 사진

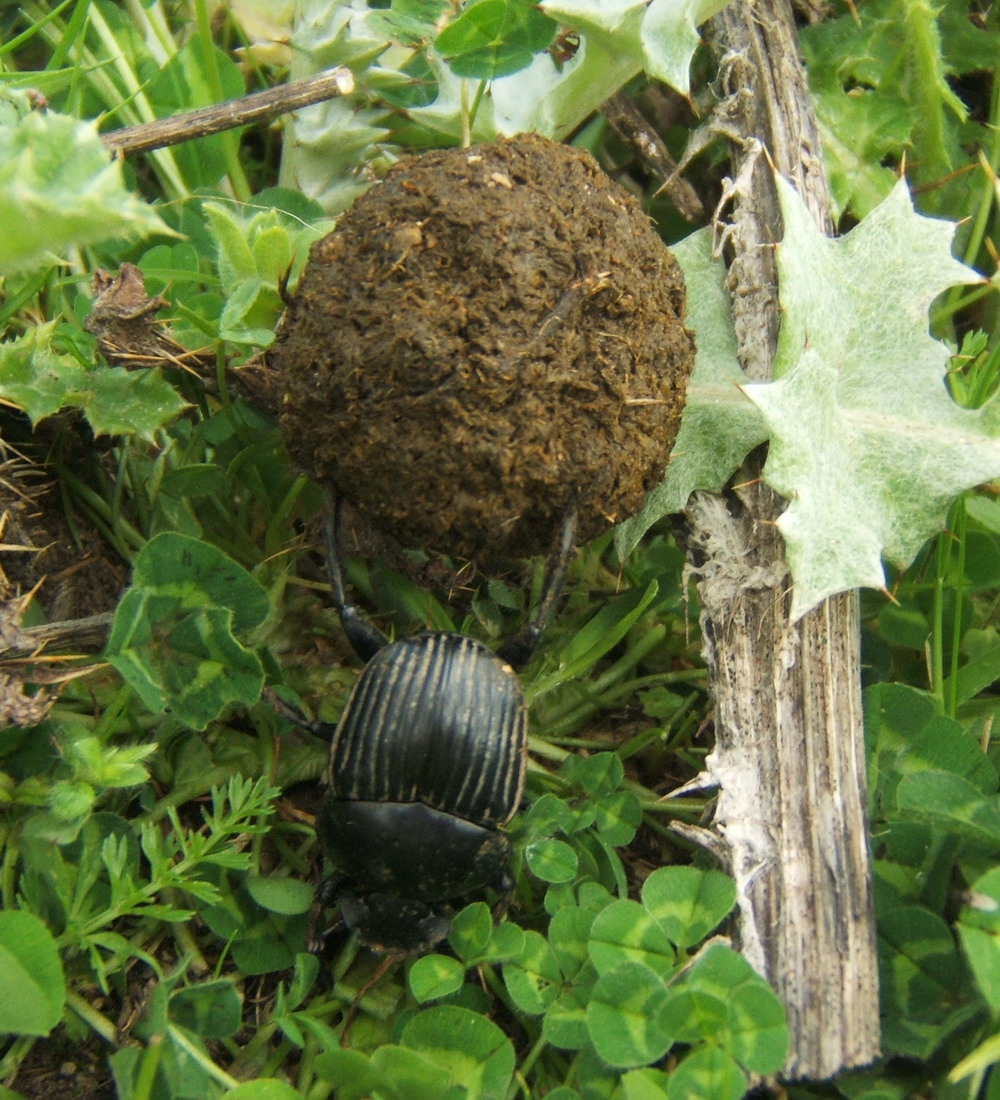
똥을 굴리는 쇠똥구리 Scarabaeus laticollis
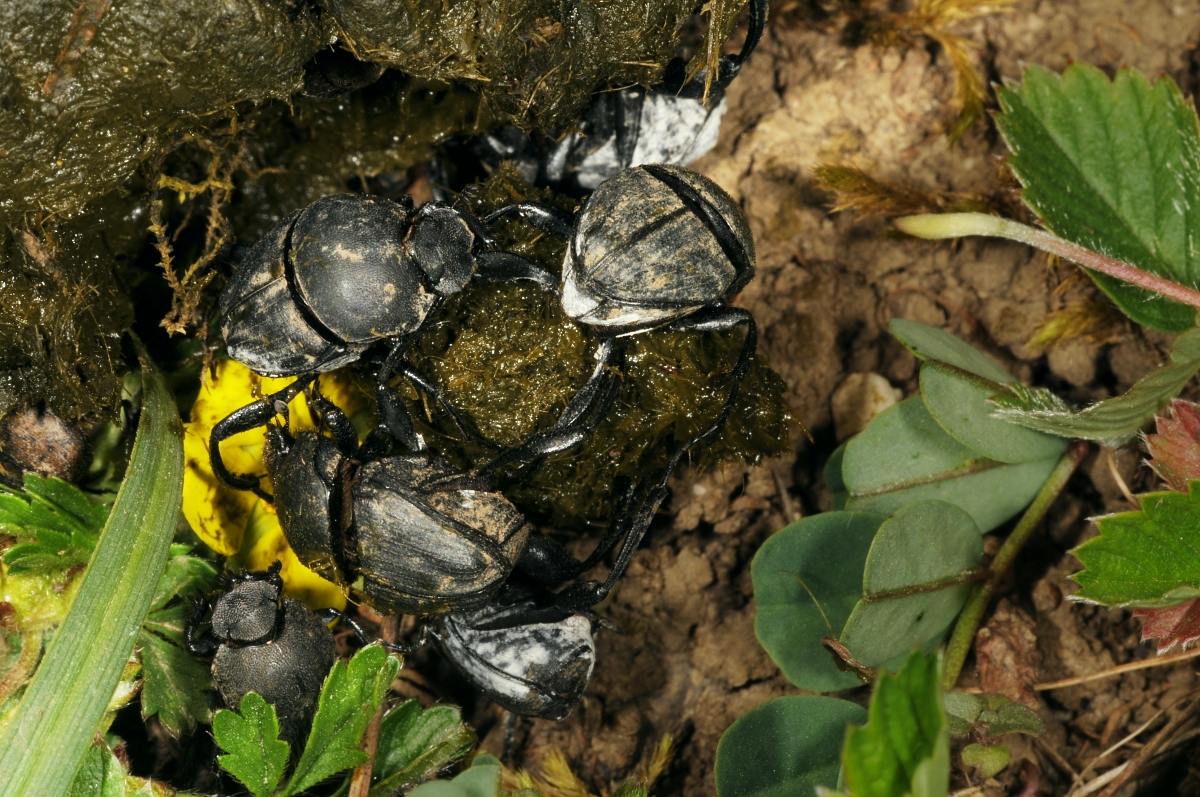
똥 경단을 만드는 긴다리소똥구리
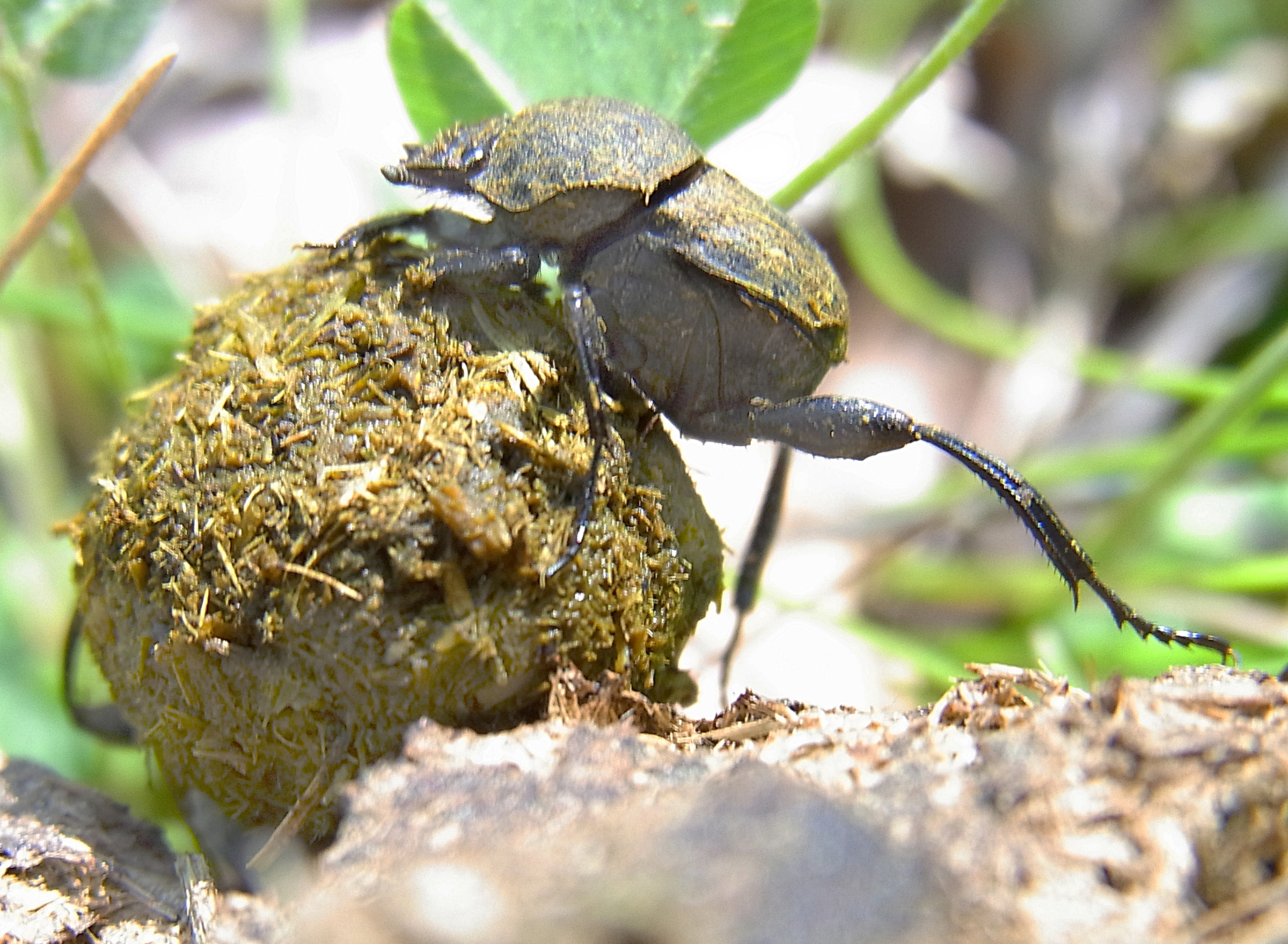
똥을 굴리는 긴다리소똥구리
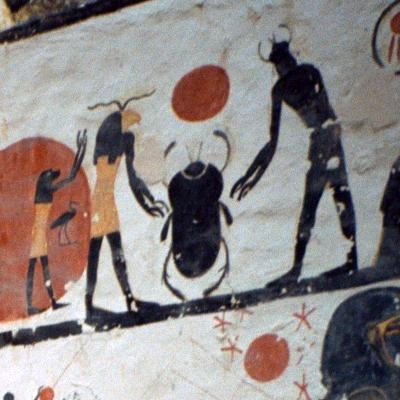
태양을 밀고 가는 케프리를 나타낸 벽화.